# Estação Porte de Versailles
Porte de Versailles é uma estação da Linha 12 do Metrô de Paris e uma estação das linhas de tramway 2 e 3a no 15.º arrondissement de Paris.

## História
A estação foi inaugurada em 05 de novembro de 1910 como parte da etapa da linha A da Nord-Sud de Porte de Versailles a Notre-Dame-de-Lorette. A linha foi retomada pela CMP em 1930 e se tornou linha 12. Foi o extremo sul da linha até a extensão da linha para Mairie d'Issy em 24 de março de 1934. A estação foi transferida durante a extensão e a área da antiga estação é agora ocupada por faixas de resguardo.
A linha de bonde 3 (agora 3a) foi inaugurada em 16 de dezembro de 2006, como parte da seção inicial do tramway entre Pont du Garigliano e Porte d'Ivry. A linha de bonde 2 foi estendida de Issy - Val de Seine para Porte de Versailles em 21 de novembro de 2009.
A estação é nomeada após a Porte de Versailles, um portão do Muro de Thiers de Paris no século XIX, que levava para a cidade de Versalhes.
Em 2011, 6 275 922 passageiros entraram nesta estação. Ela viu entrar 6 238 822 passageiros em 2013, o que a coloca na 56ª posição das estações de metrô por sua frequência.
A estação tem como subtítulo Parc des Expositions de Paris devido à sua proximidade imediata com o parque de exposições da Porte de Versailles. O subtítulo está ausente da maioria da estação, a tipografia "Nord-Sud" não permite isto. No entanto, aparece nas placas de nome em Helvetica da plataforma central da estação.

## Serviços aos Passageiros

### Acessos
A estação tem cinco acessos:
- Acesso 1: escada no cruzamento do boulevard Victor e da rue de Vaugirard
- Acesso 2: escada no cruzamento do boulevard Lefebvre e da rue de Vaugirard
- Acesso 3: escada no 36, boulevard Lefebvre
- Acesso 4: escada avenue Ernest Renan (lado terminal da linha T2)
- Acesso 5: escada avenue Ernest Renan (lado par)

### Plataformas
A estação é composta de três vias na plataforma, e possui uma configuração particular: ela é composta de duas semi-estações escalonadas umas em relação à outra por quarenta metros e separadas por um pé-direito. As plataformas são decorados no estilo original da estação ("Nord-Sud") casada com o estilo "Andreu-Motte" suavizado. O estilo "Nord-Sud" é representado pelas telhas em cerâmica brancas biseladas que recobrem os pés-direitos, a abóbada e o tímpano, os quadros publicitários e os quadros do nome da estação que são em faiança "Nord-Sud" de cor verde e o nome da estação que também é em faiança. O estilo "Motte" é representado por rampas luminosas cinzas claras e assentos em grandes telhas cinzas escuras. Este não é mais o estilo "Andreu-Motte" original que era laranja, incluindo os assentos. Esta estação é logo, com Pasteur na mesma linha e Porte de Clichy na linha 13, uma das três da rede a misturar esses dois estilos decorativos em suas plataformas. Os bancos são equipados com assentos "Akiko" de cor bordô.
A faixa mais à direita em direção a Mairie d'Issy é bastante usada como via de garagem mas, às vezes, à noite, nos fins de semana, como terminal de um trem em proveniência de Aubervilliers, nesse caso os passageiros que ficam além devem aguardar a passagem do trem seguinte.

Galeria de fotografias
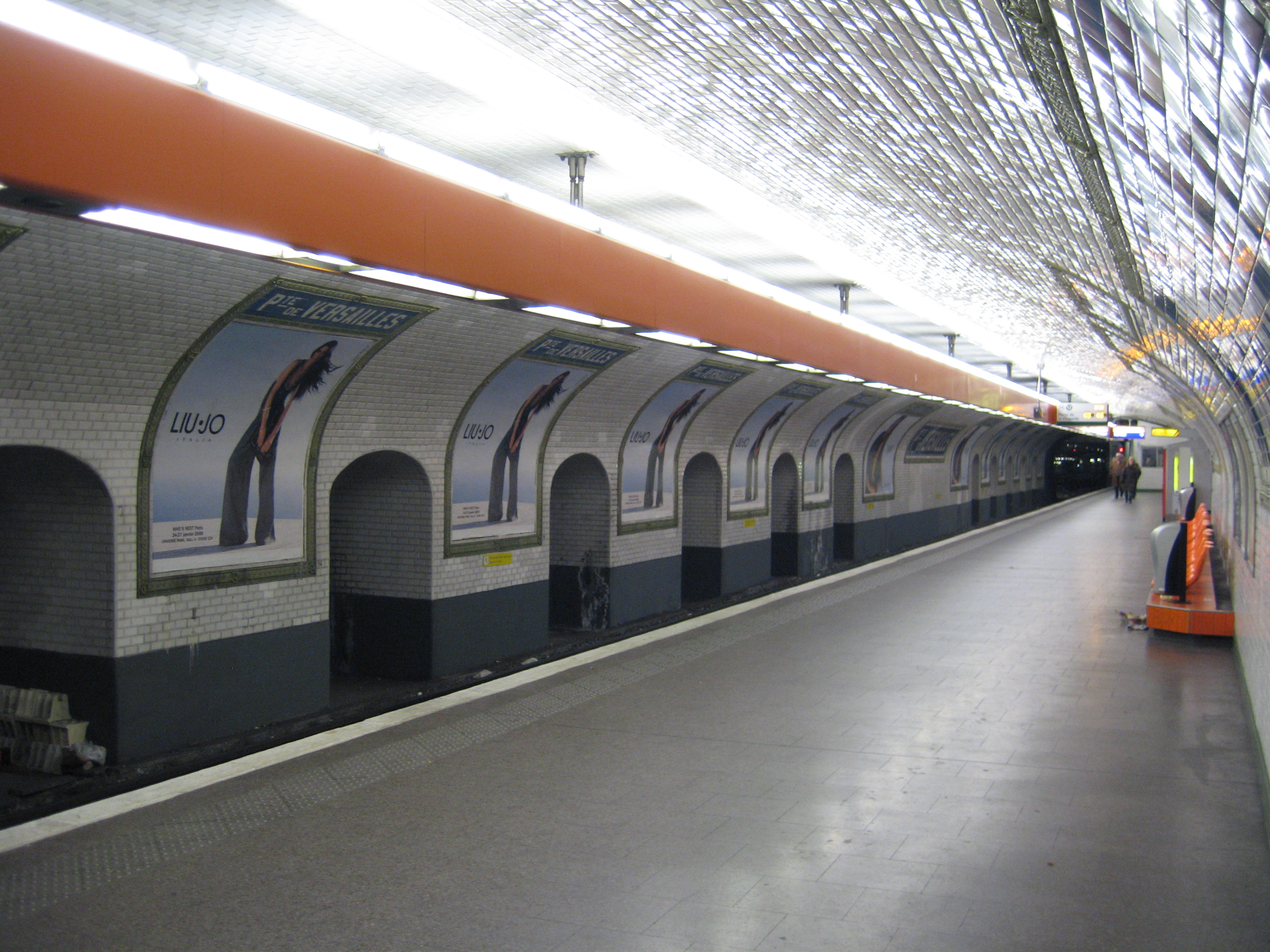
Plataformas da estação de metrô em direção a Front Populaire, em 2008.
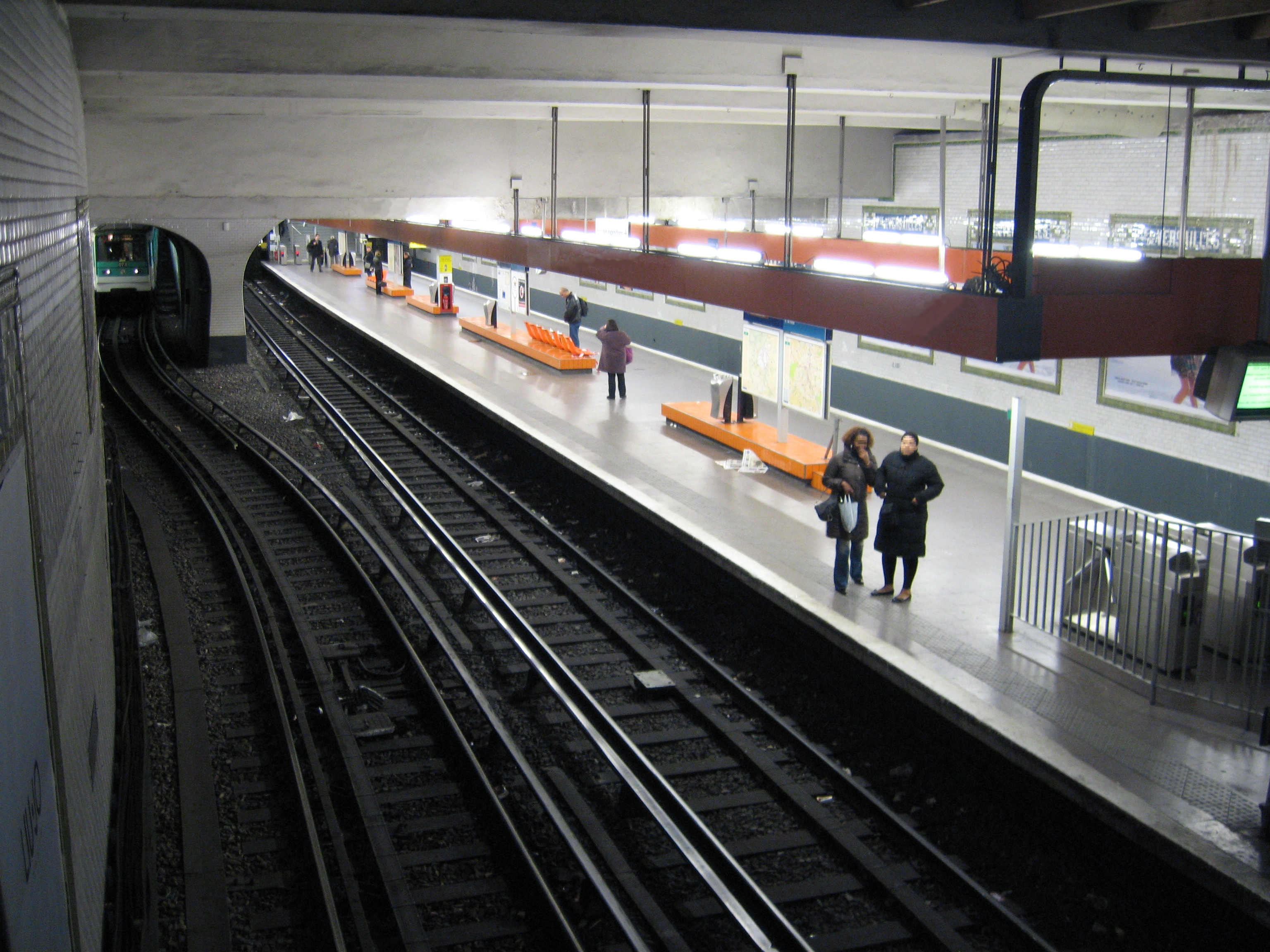
Plataformas em Porte de Versailles
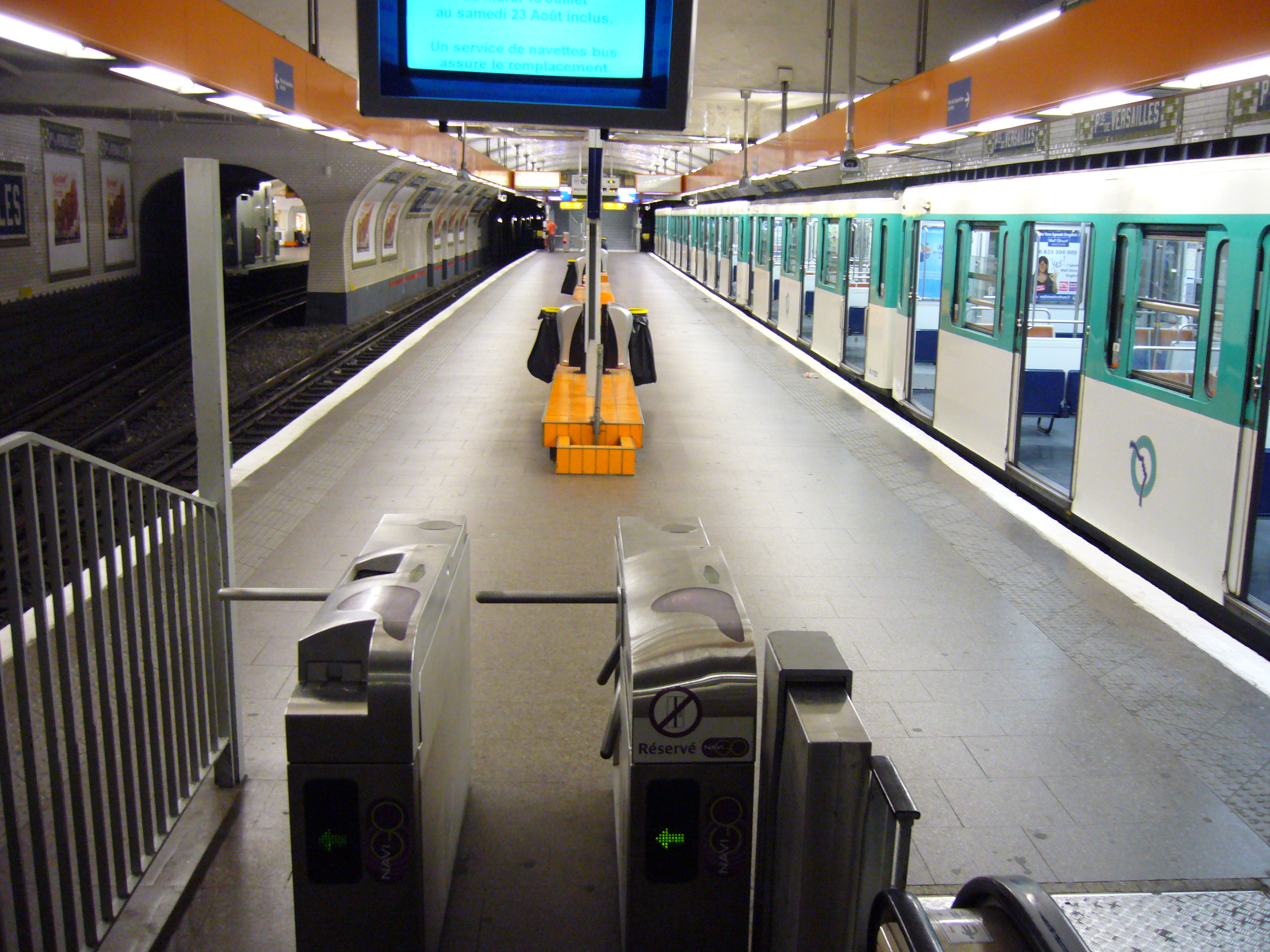
Plataformas em Porte de Versailles
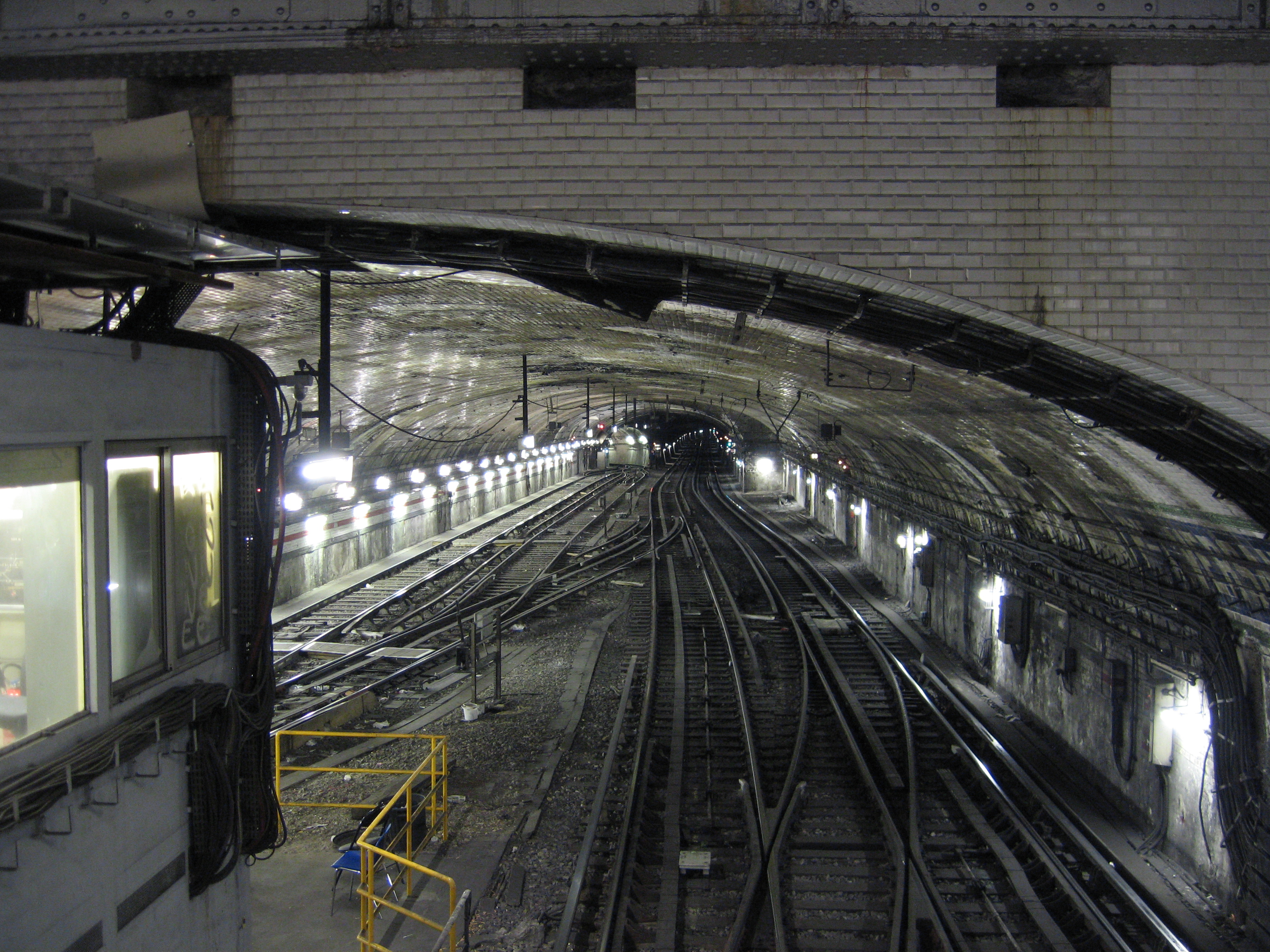
Vista da Antiga estação
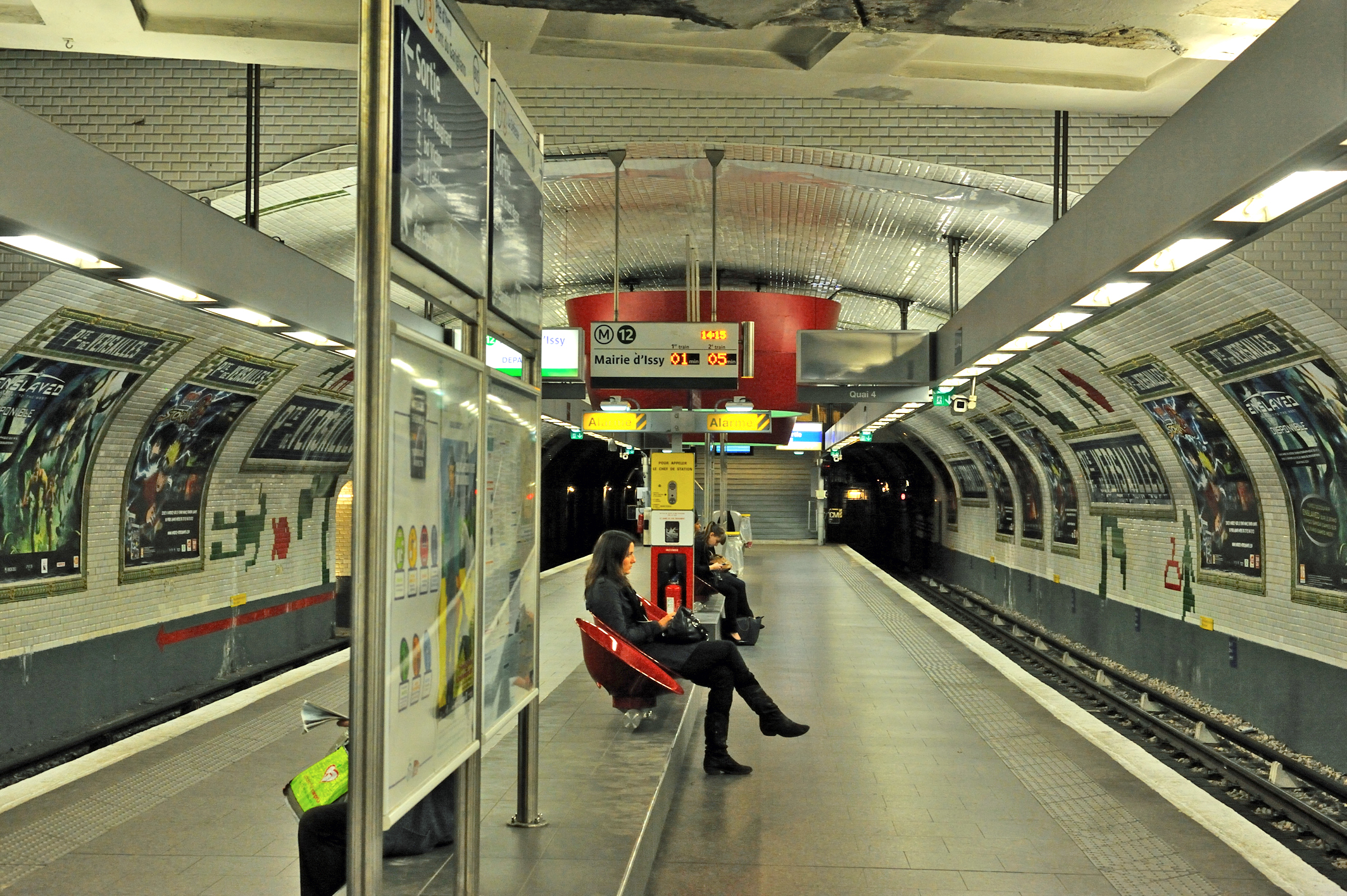
Plataformas direção Mairie d'Issy, em 2010.

### Intermodalidade
A estação é servida pela linha 80 da rede de ônibus RATP, pelas linhas T2 e T3a do Tramway d'Île-de-France (respectivamente desde 2009 e 2006, o título anexo das estações de bonde é ligeiramente diferente daquele do metrô, sendo encurtado para Parc des Expositions) e, à noite, pelas linhas N13, N62 e N145 da rede de ônibus Noctilien.

Galeria de fotografias
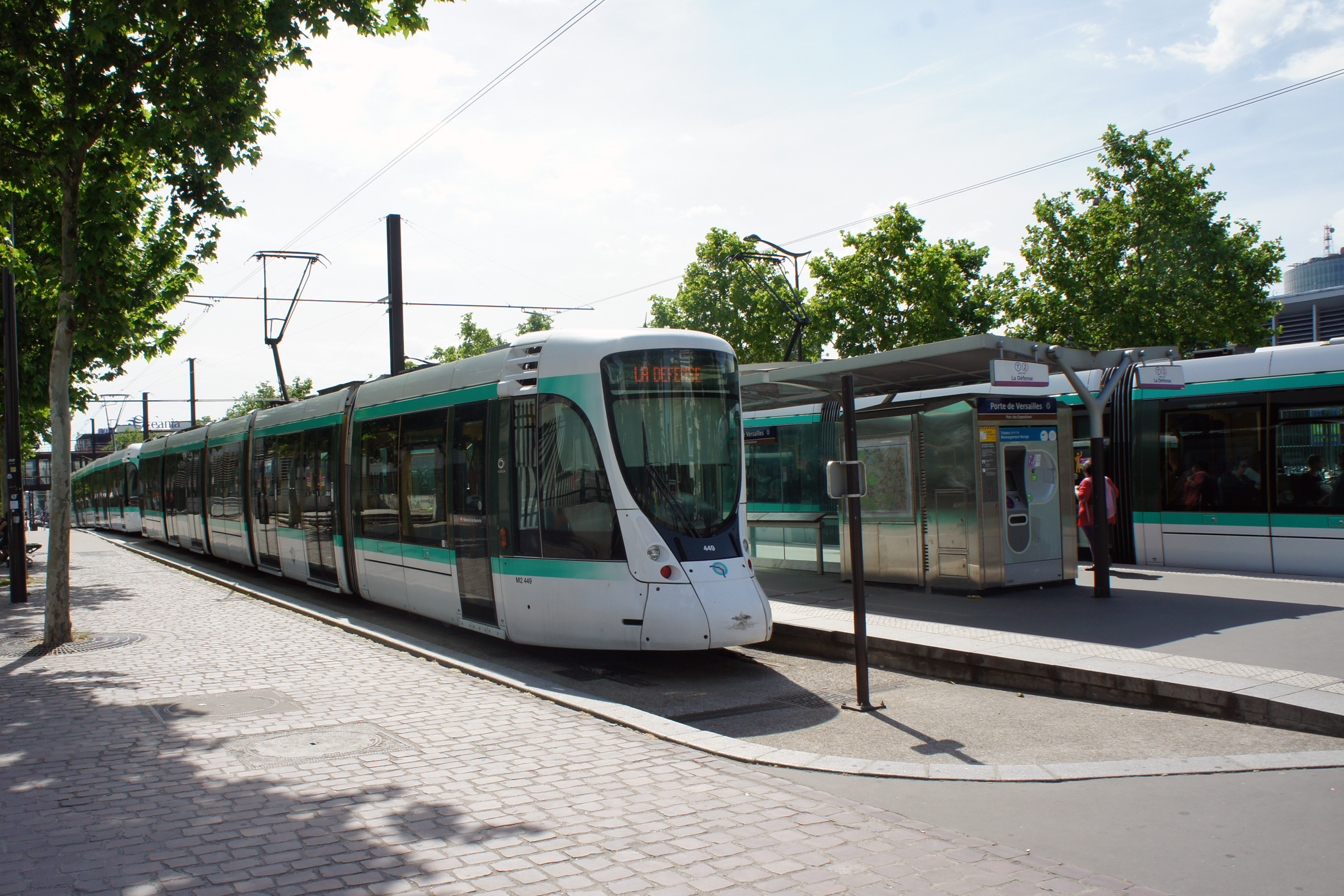
Estação do tramway da linha T2.
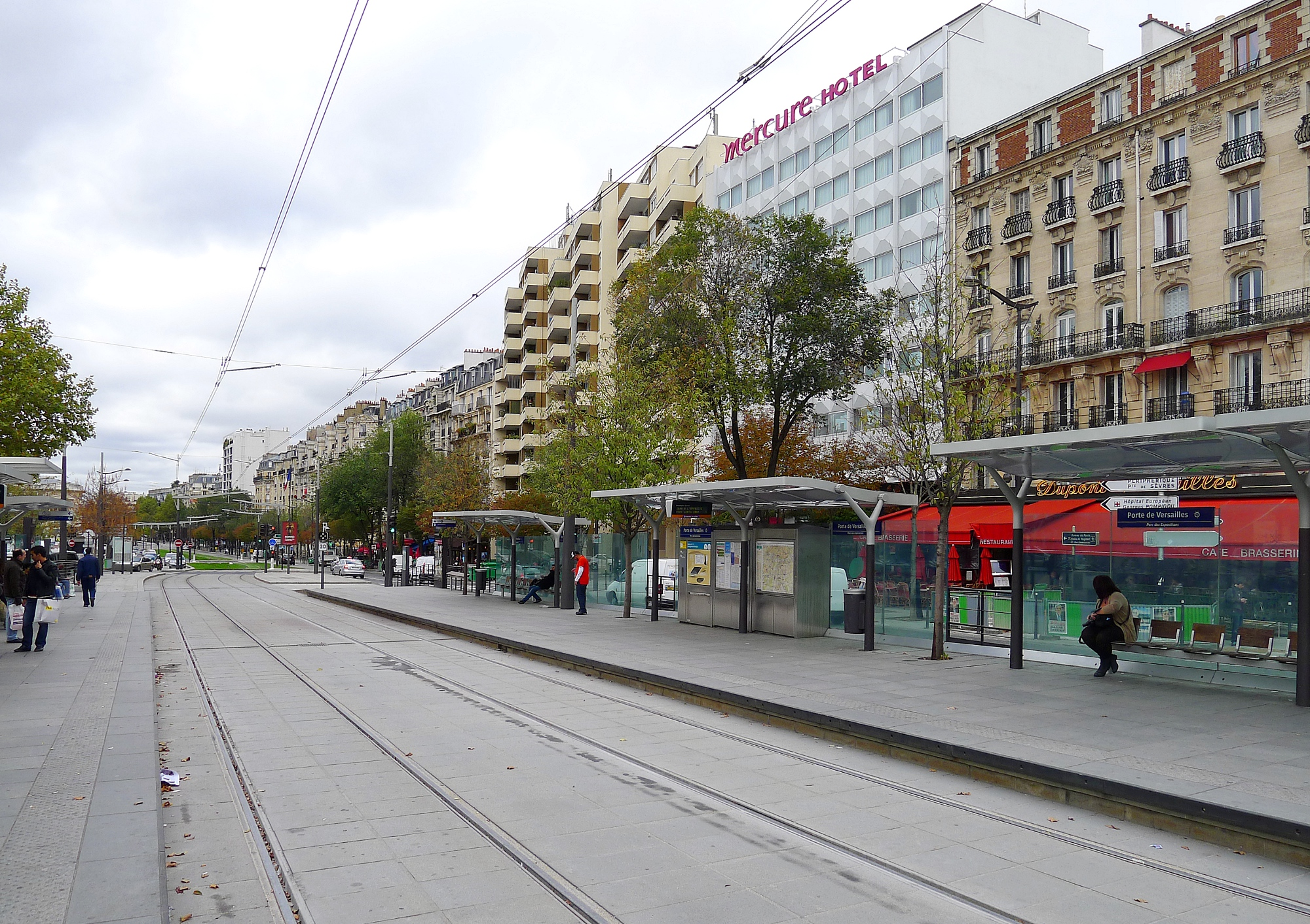
Estação do tramway da linha T3a.
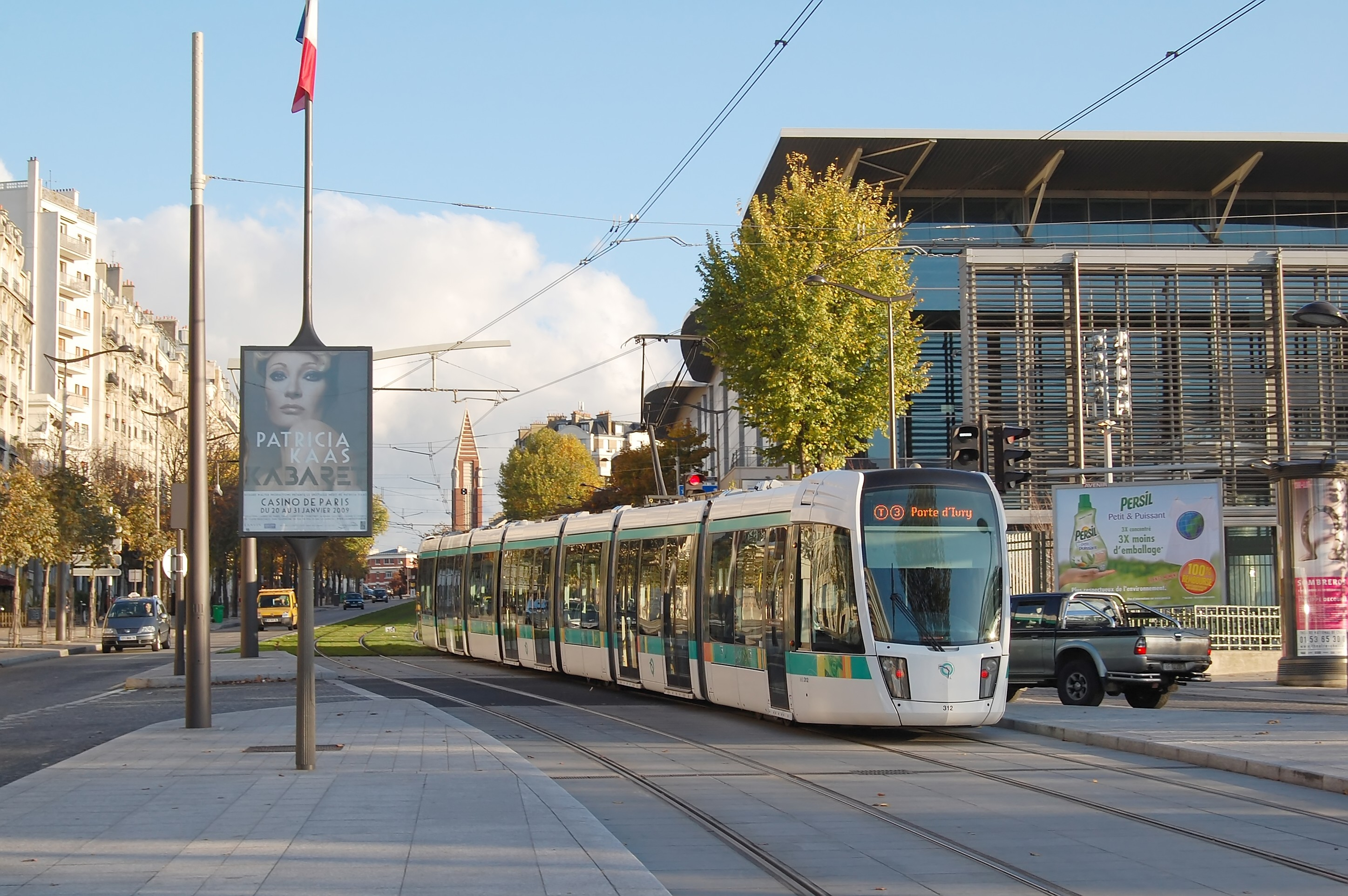
Tramway passando o Parc des Expositions em Porte de Versailles

## Pontos turísticos
- Parc des Expositions de la Porte de Versailles
- Palais des Sports de Paris